# Британська антарктична експедиція (1907—1909)
Британська антарктична експедиція 1907—1909 років (англ. The British Antarctic Expedition 1907—1909), також відома як Експедиція «Німрода» (англ. Nimrod Expedition) — перша з трьох самостійних експедицій Ернеста Генрі Шеклтона. Метою експедиції було досягнення географічного Південного полюса, проте Шеклтон був змушений повернути, не дійшовши всього 180 км, через невірно розраховану тактику походу і через загальне виснаження членів полюсної групи. Експедиція проходила в умовах політичного тиску з боку колишнього начальника Шеклтона — Роберта Скотта. Однак саме Скотт 17 січня 1912 першим з англійців досяг Південного полюса. Незважаючи на те, що головна мета не була досягнута, експедиція «Німрода» дала багато наукової інформації про Антарктичний материк. Шеклтон і його супутники вперше перетнули Трансантарктичні гори і досягли центру південнополярного плато. Серед іншого, експедицією був відкритий льодовик Бірдмора. Північна партія експедиції вперше досягла Південного магнітного полюса. Було здійснено перше сходження на вулкан Еребус. В експедиції брали участь прославлені в майбутньому британські та австралійські полярники, в тому числі Дуглас Моусон і Реймонд Прістлі.

## Передісторія

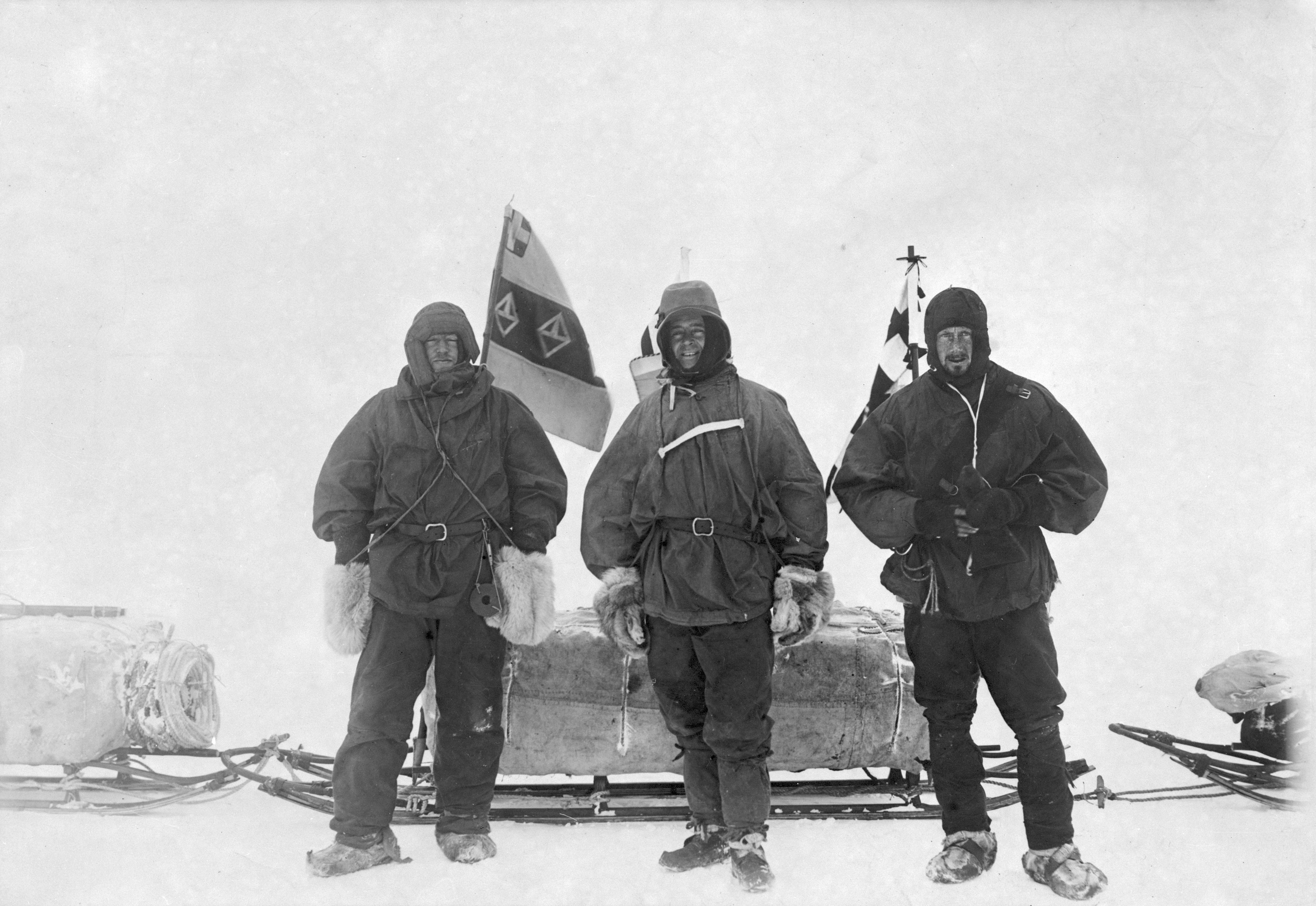
Учасники санної експедиції на старті. 2 листопада 1902 рік.
Зліва направо: Ернест Шеклтон, Роберт Скотт, Едвард Адріан Вілсон

Ернест Шеклтон в 1901—1903 роках брав участь в антарктичній експедиції Роберта Скотта на барці «Діскавері» як третій помічник командира. Спочатку він був відкинутий на конкурсі і був прийнятий до складу команди лише за наполяганням спонсора експедиції. 2 листопада 1902 Скотт, Шеклтон і Вілсон виступили на крайній Південь на собачих упряжках. Невміння поводитися з тваринами і негідний провіант призвели до того, що люди були змушені тягнути весь тягар на нартах самі. 30 грудня експедиціонери досягли 82° 11' пд. ш. (82° 17' за вимірюваннями Скотта), подолавши третину відстані до Південного полюса. Вже в дорозі Шеклтон важко захворів, у нього з'явилися симптоми цинги, а також були пошкоджені ясна і глотка, він кашляв і харкав кров'ю. Його довелося звільнити від роботи, а потім посадити на сани, в які тягнув Скотт і Вілсон. 3 лютого 1903 Скотт, Вілсон і Шеклтон повернулися на «Дискавері». Їх похід тривав 93 доби, за цей час вони пройшли 960 миль (1540 км).
По прибуттю на судно Шеклтон зумів швидко оговтатися, але Скотт вирішив евакуювати свого третього помічника з Антарктики, незважаючи на конфлікт який виник з членами команди на ґрунті цієї події. Причини даного рішення дискутуються донині: на думку Б. Ріффенбурґа, Роберт Скотт, володіючи авторитарним характером, не зміг налагодити відносин з вольовим і волелюбним Шеклтоном. Також Ріффенбурґом висувалася версія, що Скотт ревнував Шеклтона до свого друга Вілсона, з яким у Шеклтона склалися неформальні відносини, що були недопустимі у британському офіцерському середовищі. Є також підстави вважати, що під час походу на Південь між Скоттом і Шеклтоном виник великий конфлікт, про який нічого не відомо, оскільки учасники не залишили про нього прямих свідчень. Після закінчення експедиції, оцінку своєї ролі в експедиції, яку Шеклтону дав Скотт у своїй книзі, Шеклтон вважав особистою образою і неприязні стосунки між ними зберігалися до кінця життя Скотта. Проте, Шеклтон ніколи не говорив, що причиною організації власної експедиції був конфлікт з Скоттом. В описі експедиції на «Німроді» Шеклтон вказував, що його рухала суміш різних почуттів і бажань: жага пригод, наукових відкриттів і таємнича зачарованість невідомим.

## План експедиції

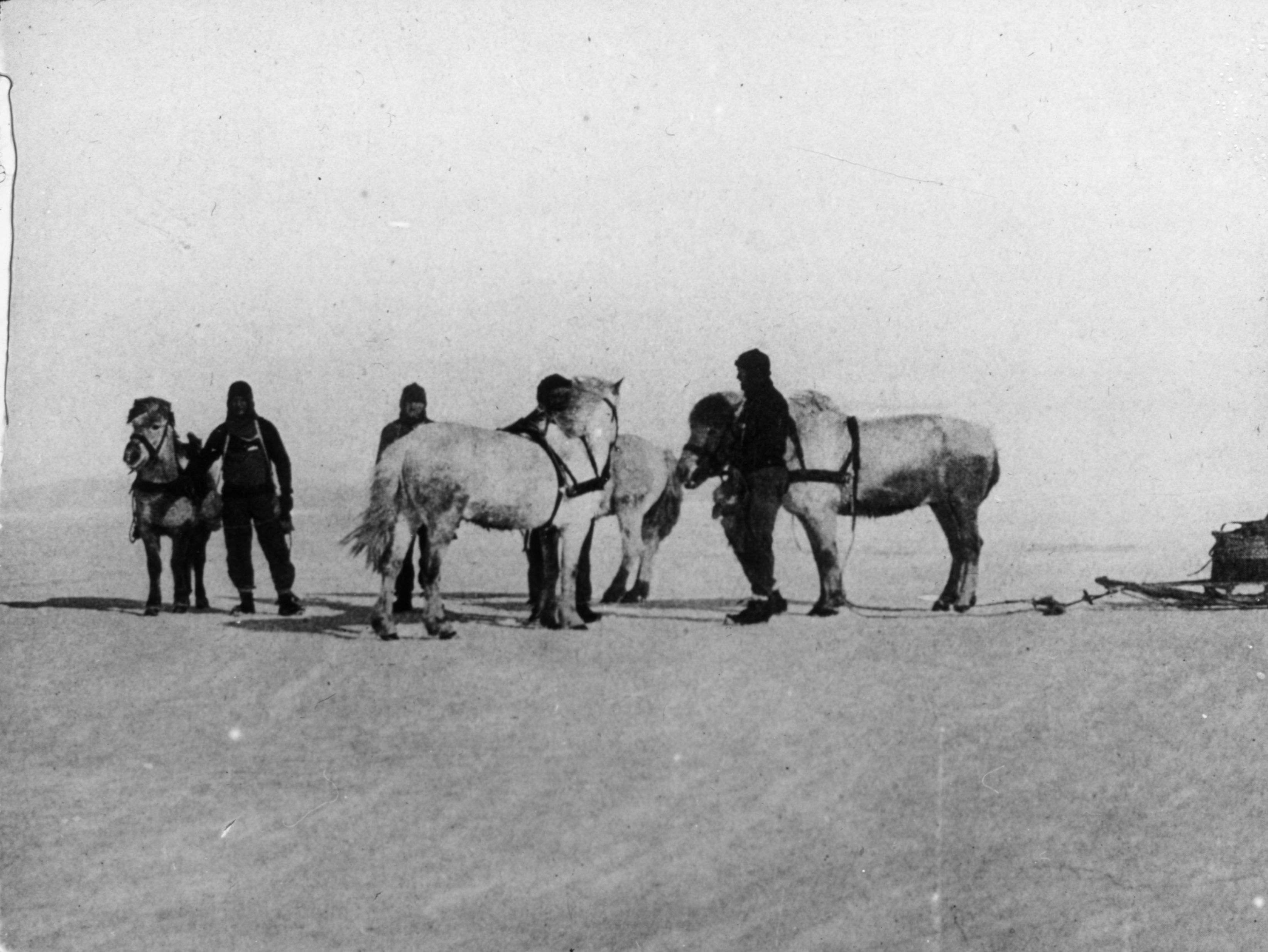
Поні Шеклтона в Антарктиці

Перші начерки планів антарктичної експедиції з'являються на паперах Шеклтона в 1906 році. Початкові наміри були вельми скромні: весь бюджет експедиції не повинен був перевищувати 17 000 фунтів стерлінгів. Плани Шеклтона підтримав індустріальний магнат сер Вільям Бірдмор, в компанії якого він відповідав за зв'язки з громадськістю. Бірдмор обіцяв Шеклтону 7000 фунтів і автомобіль для випробувань в Антарктиді. Офіційно про свої наміри Шеклтон оголосив 12 лютого 1907 на засіданні Королівського географічного товариства, яке широко розрекламували у пресі. У доповіді Шеклтон оголосив, що бюджет складе не менше 30 000 фунтів стерлінгів.
Шеклтон мав намір базуватися на острові Росса, використовуючи хатину Скотта. Нововведенням був поділ зимівельного загону на дві групи: Південну — призначену для досягнення Південного географічного полюса, і Північну, яка повинна була досягти Південного магнітного полюса. Плани Шеклтона були вельми амбітні: крім підкорення обох Південних полюсів передбачалося досліджувати Трансантарктичні гори і південнополярне плато, метеорологічна група повинна була досліджувати механізми формування погоди в Південній півкулі і вплив антарктичних льодовиків на клімат Австралії та Нової Зеландії. Досить об'ємною була програма зоологічних досліджень.. Фахівці-геологи повинні були дати відповідь на питання, яким чином антарктичний льодовик вплинув на характер залягання гірських порід на Землі Вікторії і Землі Короля Едуарда VII. Для сучасників не було секретом, що основною метою Шеклтона були рекорди першовідкривача, а наукова програма призначалася в першу чергу для залучення інвесторів і надання експедиції респектабельності в суспільстві.

### Транспорт

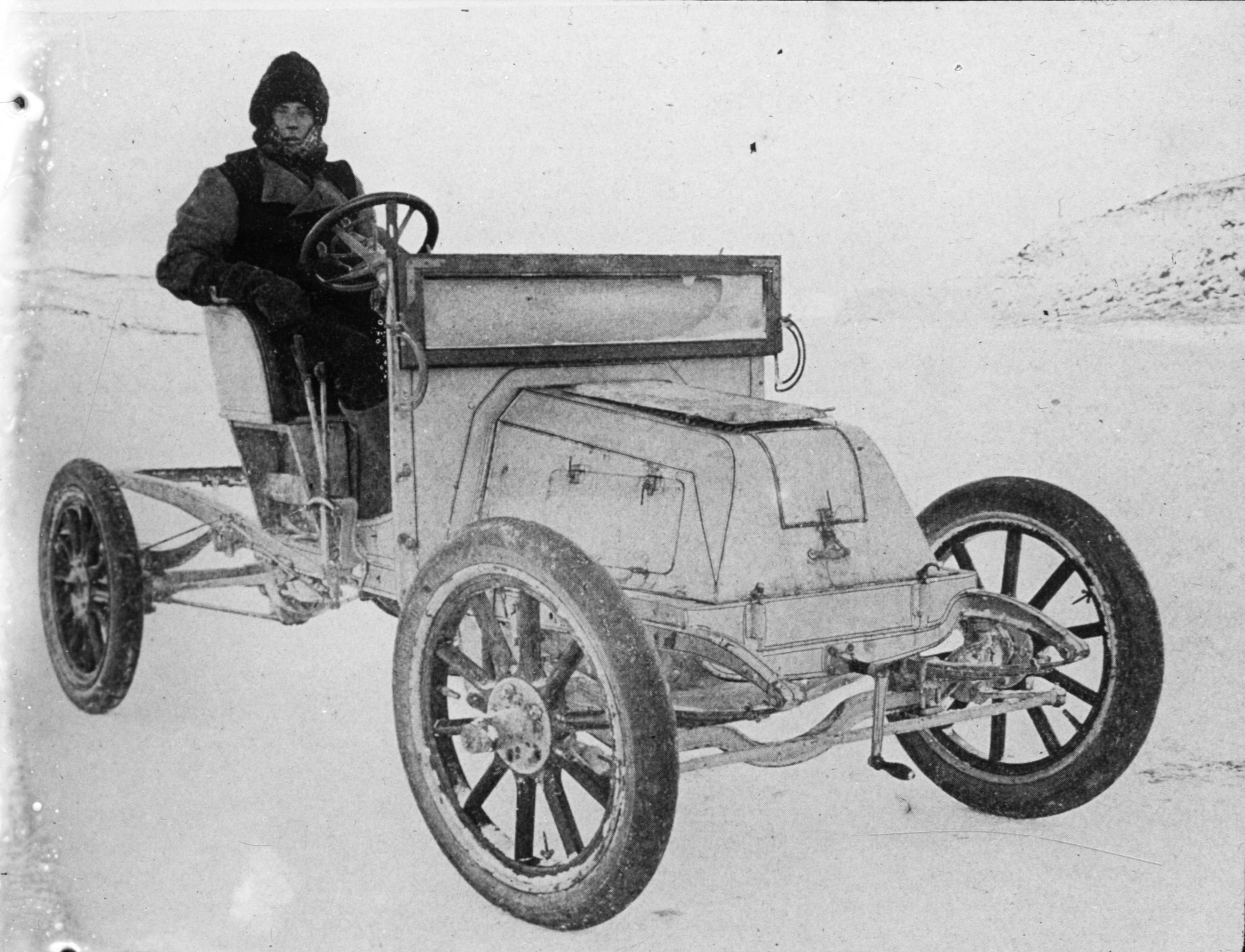
Механік Бернард Дей на автомобілі в Антарктиді

Шеклтон оголосив, що буде використовувати тріаду транспортних засобів: їздових собак, низькорослих маньчжурських коней (англійці називали їх «поні») і спеціально сконструйований автомобіль потужністю 22 к.с. Автомобіль призначався в першу чергу для рекламних цілей: одним з спонсорів експедиції була шотландська автомобільна компанія Arrol-Johnston. Використання їздових собак було наслідком консультацій з провідними полярниками свого часу: Фрітьофом Нансеном, Отто Свердрупом і герцогом Абруццським. Однак Шеклтон не довіряв ні собакам, ні лижам через негативний досвід в експедиції на «Дискавері». Проте, в проспекті експедиції про їздових собаках було сказано багато приємних слів. Шеклтон навіть заявив, що якби у Скотта було 60 собак, Південний полюс був би підкорений ще в 1903 році. Після консультацій з Фредеріком Джексоном Шеклтон вирішив зробити ставку на поні, було замовлено 14 голів (але з собою взяли тільки 10). Всі спроби Нансена переконати дослідника залишилися безрезультатними.
Сучасники не зуміли з'ясувати неприязнь Шеклтона до лиж. У цьому його підтримав колишній президент Королівського Географічного товариства, сер Клемент Маркхем, який вважав найбільш ефективними піші переходи і транспортування вантажів на поні: ці методи були випробувані ще в експедиції Мак-Клінтока в 1860 році. Нансен вважав цей метод безглуздою тратою сил людей і тварин.

## Підготовка експедиції

### Фінансування

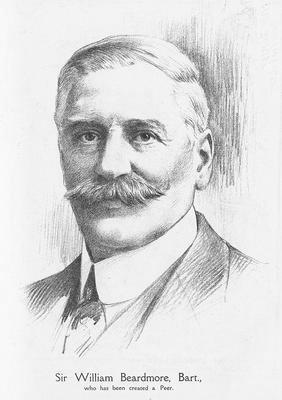
Вільям Бірдмор, головний спонсор експедиції

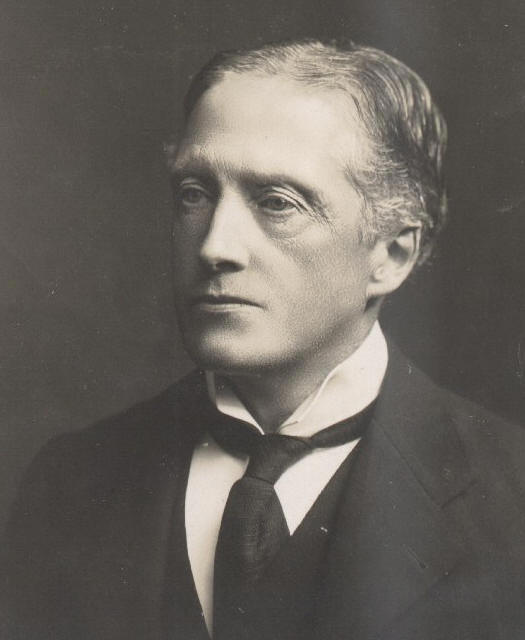
Едвард Гіннес, перший граф Айві — спонсор експедиції

У зв'язку з підготовкою нової експедиції Роберта Скотта, Шеклтон був змушений покладатися тільки на приватних інвесторів. Оскільки почалася «антарктична гонка», експедиції готували також дослідники Бельгії та Німеччини, і у Шеклтона було не більше шести місяців, щоб вирушити на Південь. Начальник експедиції розгорнув бурхливу рекламну діяльність, відкривши свій офіс на площі Ватерлоо в Лондоні. Королівське географічне товариство виділило йому 500 фунтів стерлінгів, набір карт і наукових приладів, однак відмовилося допомагати найняти офіцерів і матросів, які служили на «Діскавері». Тільки в липні 1907 Шеклтон отримав обіцяний раніше грант від свого шефа, Вільяма Бірдмора. 2000 фунтів надав граф Айві (Едвард Гіннес — глава знаменитої пивоварної компанії). За внесок у 2000 фунтів в експедиції взяв участь 20-річний сер Філіп Броклгерст. Суттєву допомогу надав також родич Шеклтона — Вільям Белл, а також уряди Австралії та Нової Зеландії. Необхідні 30 000 фунтів були зібрані буквально напередодні відплиття, а реальний кошторис витрат склав 45 000 фунтів стерлінгів, в результаті чого Шеклтон мав багато боргів, але розраховував на майбутні прибутки від реклами, продажі книги про експедицію і публічні лекції. Після завершення експедиції борги Шеклтона в 20 000 фунтів погасив британський уряд.

### Спорядження
У квітні 1907 Шеклтон вирушив до Крістіанії, де було зроблено замовлення на виготовлення нарт з ясена і гікорі. У Драммені були замовлені полярні костюми і спальні мішки з хутра оленів, причому за порадою Нансена, Шеклтон взяв як взуття лапландські каньги, зроблені з шкіри, яка здерта з задніх ніг оленя-самця. Хутро у цьому взутті було назовні, зсередини воно набивалися сухою осокою роду сени. Через поспіх костюми і взуття не відрізнялися якістю і більшу частину замовленого спорядження Шеклтон забракував. Полярні куртки пошили з вовчого хутра, а рукавиці з хутра собаки, як практикувалося у всіх експедиціях того часу. Штормовий одяг і білизну поставила лондонська фірма Burberry and Jaeger, яка надійно зарекомендувала себе ще в експедиції на «Дискавері».

### Експедиційне судно

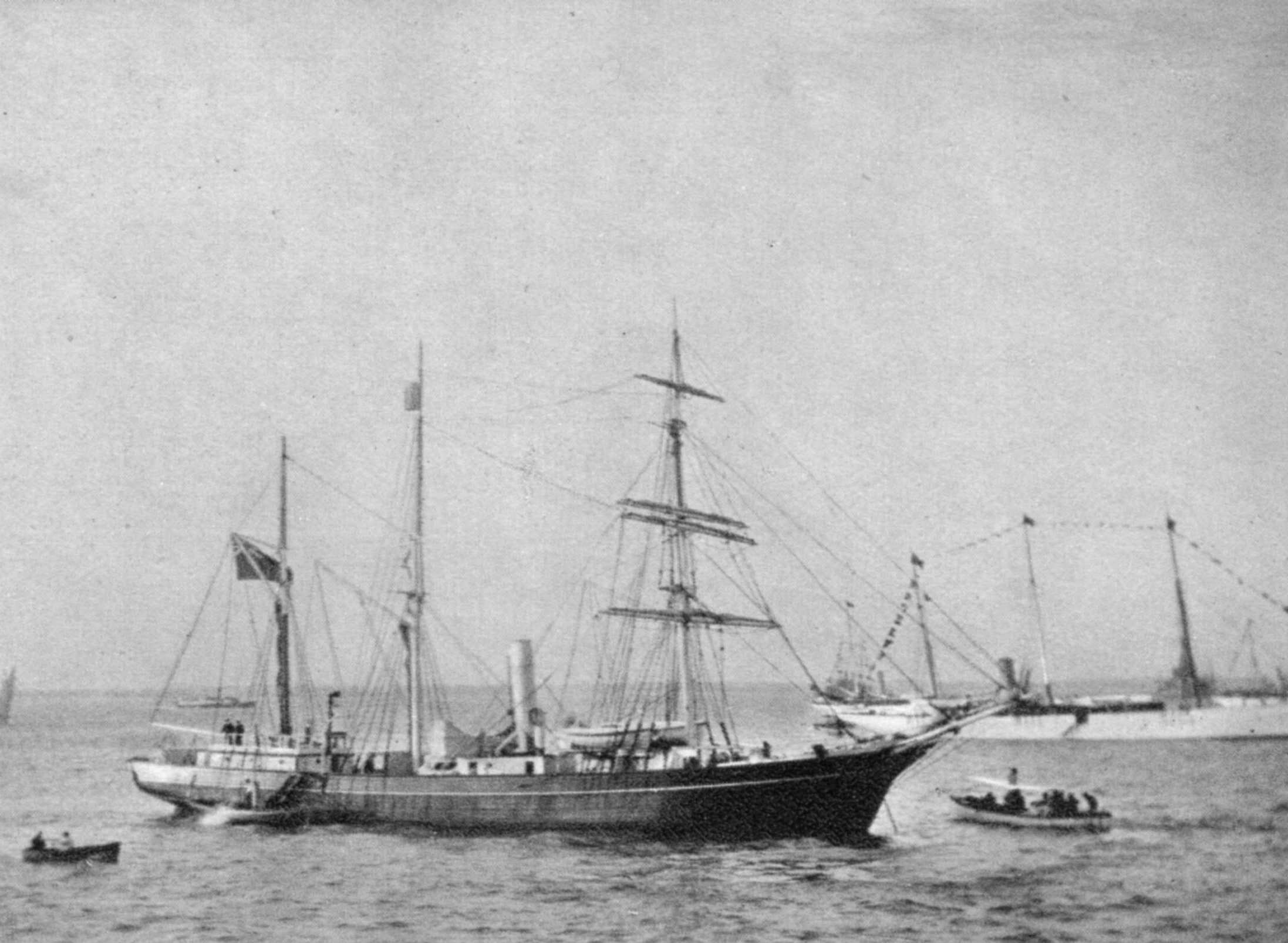
«Німрод» залишає береги Великої Британії

За порадою бельгійського ветерана антарктичних досліджень барона Адрієна де Жерлаша, Шеклтон вирішив придбати нове норвезьке промислове судно «Bjorn», спеціально призначене для арктичних умов. Однак, його вартість склала 11000 фунтів стерлінгів і будучи обмеженим в фінансових можливостях дослідник відмовився від покупки (в 1911 році судно придбав Вільгельм Фільхнер, він перейменував його в «Deutschland» і використав у своїй антарктичній експедиції).
Згодом Шеклтон придбав за 5000 фунтів промислову шхуну «Німрод», яка була побудована в 1867 році на верфі британської суднобудівної компанії Александер Стефен і сини в Данді і служила в Ньюфаундленді. Шхуна мала водотоннажність в 334 «довгі тонни», була вдвічі меншою, ніж «Діскавері» і перебувала в жалюгідному технічному стані, до того ж всі внутрішні приміщення ґрунтовно просочилися жиром. 15 червня 1907, коли «Німрод» увійшов у води Темзи, Шеклтон був сильно розчарований власним придбанням. Він негайно віддав судно на верфі R.& H. Green, де на судно встановили неекономічну і неефективну допоміжну парову машину на 60 к.с. (паровий котел споживав близько чотирьох тонн вугілля на добу при повному навантаженні, тоді як норвезька дерев'яна парусно-моторна шхуна «Фрам» споживала 2,8 тонни вугілля на добу, що давало машині енергію в 220 к.с.). Судно було оснащено вітрилами, як баркентина. Максимальна швидкість «Німрода» складала 6 вузлів (11 км/год).

### Команда

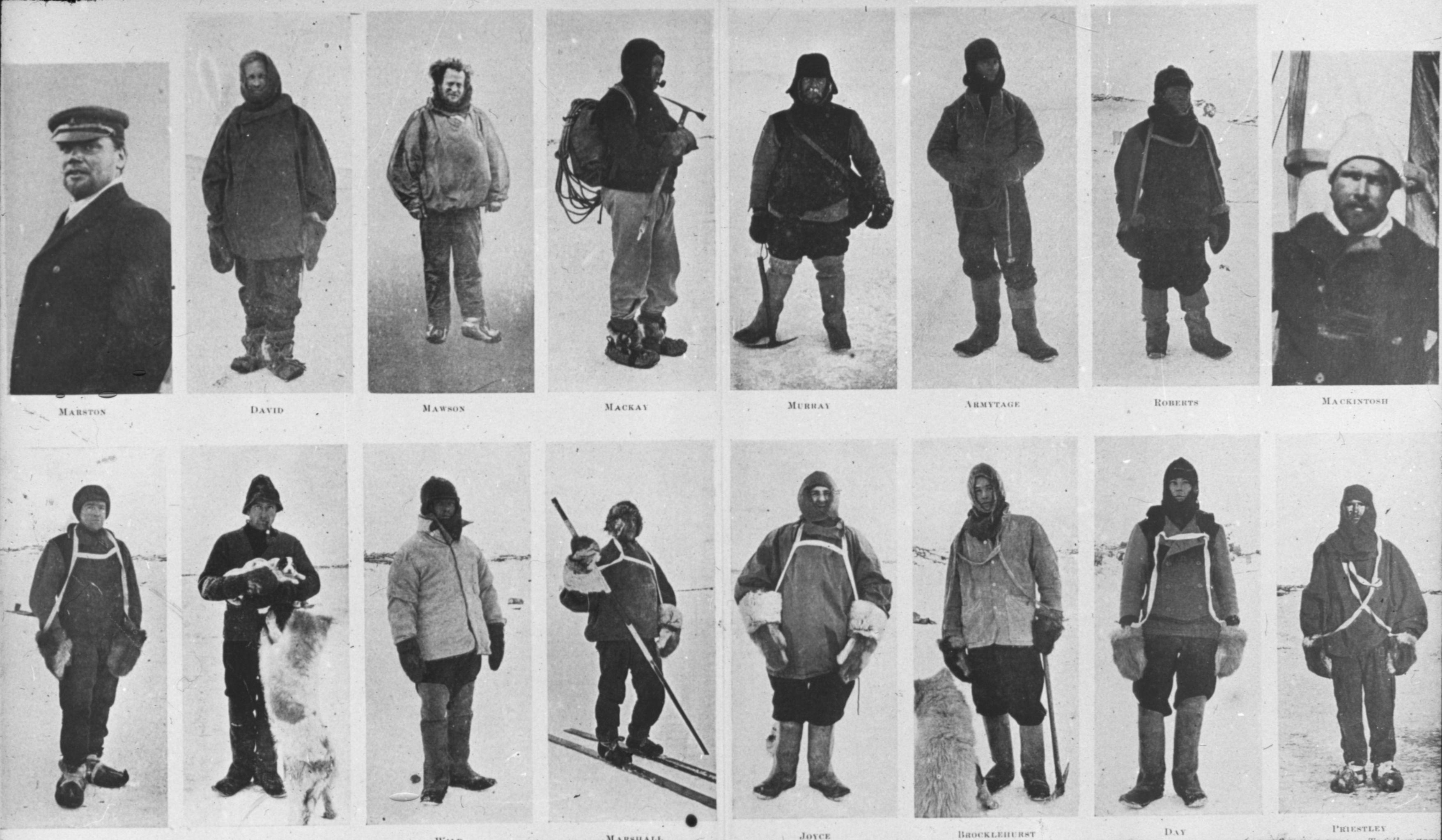
Береговий загін.
Верхній ряд, зліва направо: Марстон, Девід, Моусон, Маккей, Мюррей, Ермітедж, Робертс, Макінтош
Нижній ряд, зліва направо: Шеклтон, Адамс, Вайлд, Маршалл, Джойс, Броклхерст, Дей, Пріслі

У зв'язку з крайньою обмеженістю термінів Шеклтон не міг довго займатися підбором екіпажу. Він розраховував на команду корабля «Діскавері», але в результаті йому вдалося взяти тільки двох матросів: Френка Вайлда та Ернста Джойса. Едвард Вілсон відмовився брати участь в експедиції, хоча його лояльність до Роберта Скотта не фігурувала як причина відмови. Вілсон був зайнятий у комісії з вивчення паразитів у домашньої птиці. Інших членів команди взяли по знайомству або відповідно до особистих рекомендацій. Іноді це призводило до серйозних проблем: фанатично віруючий фотограф і лікар Ерік Маршалл мав конфлікт майже з усією командою, незважаючи на чудові ділові якості. Заступником командира став Джеймсон Адамс, який відмовився від підвищення у військово-морських силах заради участі в експедиції.
Науковий загін був невеликий. Його керівником був 41-річний шотландський біолог Джеймс Мюррей, під його керівництвом працював 21-річний геолог Реймонд Прістлі. Професор геології Еджворт Девід був направлений в експедицію урядом Австралії додатково до пожертвування в 5000 фунтів. Ще одним австралійцем в експедиції був Дуглас Моусон. Асистентом Прістлі став 20-річний сер Броклхерст, який прагнув пригод і вирушив з експедицію за власні кошти у розмірі 2000 фунтів. Ще одним пасажиром був Джордж Баклі, син новозеландського фермера, який увійшов до складу експедиції в останній момент за пожертву в 500 фунтів, однак він повернувся на допоміжному судні вже в січні 1908.
Шеклтон сильно ризикував, набравши команду такого роду, оскільки тільки чотири людини з його команди, включаючи самого керівника, мали досвід полярних досліджень. Проте, принципи підбору людей виявилися правильними, що сильно сприяло успіху експедиції.

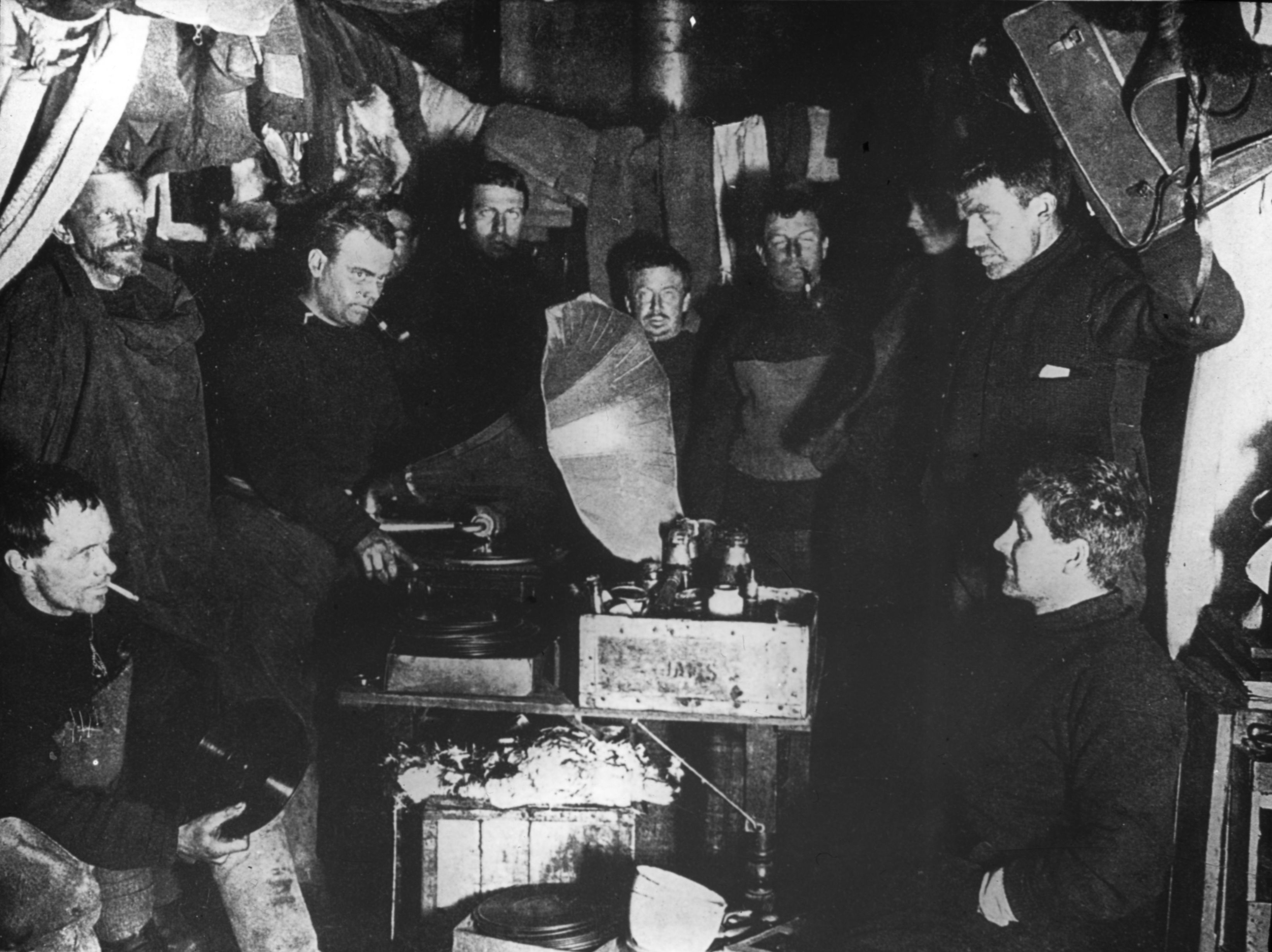
Зимівля команди Шеклтона

У зимівельний загін входили:
- Ернест Шеклтон — керівник експедиції, кірівник походу до Південного полюса.
- Джеймсон Адамс — помічник командира, головний метеоролог, учасник походу до Південного полюса.
- Ерік Маршалл — лікар, фотограф, картограф, учасник походу до Південного полюса.
- Алістер Маккей — асистент лікаря, учасник походу до магнітного полюса.
- Бертрам Ермітедж — головний конюх, ветеринар.
- Ернест Джойс — конюх, каюр, ветеринар, препаратор біологічних зразків.
- Філіп Броклхерст — турист, асистент геолога.
- Джордж Марстон — різноробочий, художник.
- Френк Вайлд — різноробочий, учасник походу до Південного полюса.
- Еджворт Девід (австралієць) — геолог, різноробочий, асистент при наукових дослідженнях, керівник походу до магнітного полюса.
- Дуглас Моусон (австралієць) — фізик, учасник походу до магнітного полюса.
- Бернард Дей — водій, механік.
- Джеймс Мюррей — біолог.
- Реймонд Пріслі — геолог.
- Вільям Робертс — кок[36].

### Реакція Роберта Скотта
Дізнавшись з преси про плани свого колишнього підлеглого, Роберт Скотт був сильно незадоволений. Однак набагато більш різку реакцію продемонстрував покровитель Скотта, Клемент Маркем, який писав:
«Я був надзвичайно здивований, але все ж не міг припустити, що він діє без Вашого відома… Вкрай обурений тим, що він веде себе настільки лукаво по відношенню до Вас. Його поведінка ганебна, і мені невимовно важко, що в складі експедиції, в якій панувала повна гармонія, таки затесалася паршива вівця…»
Далі відбулося листування між Скоттом і Шеклтоном. В цьому скандалі керівник експедиції спробував спертися на Вілсона, як на посередника, але в підсумку знайшов ще одного супротивника. В результаті Шеклтон був змушений дати письмове зобов'язання не позичати базу Скотта в протоці Мак-Мердо, взамін чого, Скотт погодився дати йому права для висадки на Землі Едуарда VII, або в іншій крайній східній точці, яку йому вдасться досягти, тримаючись уздовж Великого крижаного бар'єру, але не перетинаючи 170 меридіана. Дана угода не була оприлюднена, а публічно Шеклтон заявив, що змінив плани, бажаючи досліджувати абсолютно невідомі місця.

## Хід експедиції

### Шлях на південь

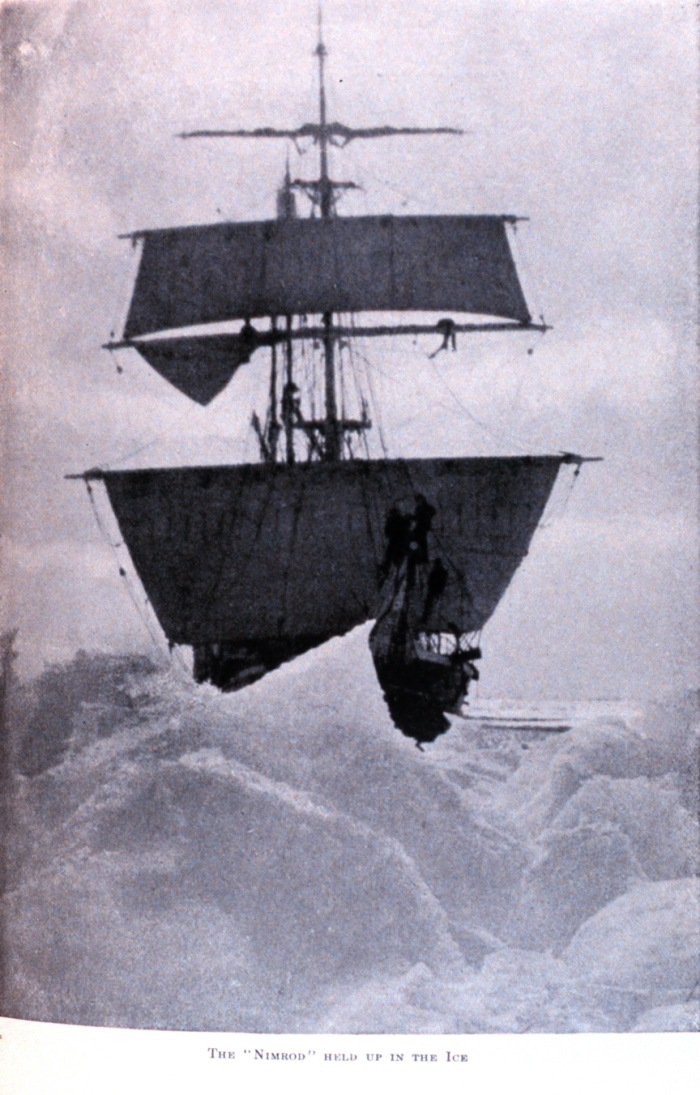
«Німрод» в льодах

5 серпня 1907 «Німрод» відвідали король Едуард VII і королева Олександра, корабель залишив береги Великої Британії 11 серпня 1907. Шеклтон залишився залагоджувати справи експедиції і мав приєднатися до інших учасників експедиції у Новій Зеландії. Зробивши зупинки на островах Зеленого мису і у Кейптауні, 27 листопада «Німрод» зайшов у гавань Літтелтон і пришвартувався в порту міста Літтелтон (Нова Зеландія). Наукова група також добиралася до Нової Зеландії окремо, через Суецький канал, Цейлон і Австралію. Броклхерст при цьому примудрився відвідати Помпеї і чемпіонат з крикету у Сіднеї. 15 поні прибули через Тяньцзінь і Сідней, але через нестачу місця для корму і стаєнь, вдалося взяти тільки 10. З собою взяли 9 собак, всі вони були нащадками східносибірських лайок Карстена Борхгревінка, яких залишили у Новій Зеландії.
Для Шеклтона був очевидним той факт, що переобтяжене судно не зможе вмістити достатньої кількості палива, щоб перейти через пакові льоди. Тому було укладено договір з компанією Union Steam Ship, і їх судно «Koonya» повинно було відбуксирувати «Німрод» до Південного полярного кола. Ця відстань складала 1600 морських миль (2430 км). Однак вже 14 січня через появи айсбергів експедиція була змушена вирушити у самостійне плавання.
Льодовий бар'єр побачили 23 січня, але його обриси не збігалися з картами, знятими в експедиції на «Дискавері», не вдалося відшукати бухту, в якій в 1902 році була запущена повітряна куля. Натомість була відкрита велика бухта, у водах якої було багато китів, Шеклтон дав їй відповідне ім'я. За бар'єром простягалися великі льодові рівнини. Висадитися на Землі Едуарда VII не вдалося, а шельфовий льодовик здався Шеклтону невідповідним місцем для зимівлі. Було вирішено порушити обіцянку, яку Шеклтон дав Роберту Скотту і «Німрод» попрямував до протоки Мак-Мердо, в яку судно увійшло 25 січня 1908.

### Висадка

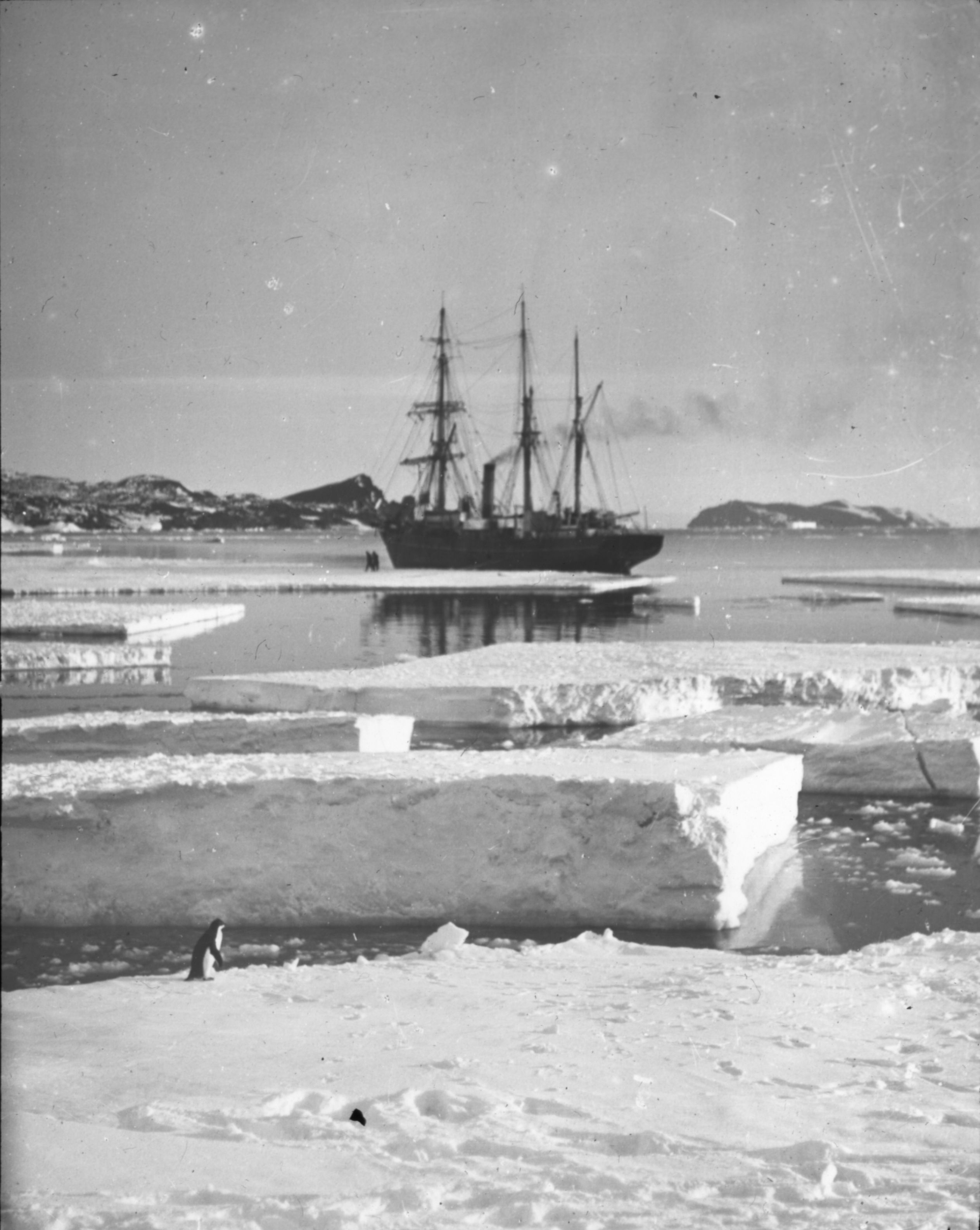
«Німрод» покидає протоку Мак-Мердо

28 січня була проведена спроба висадки, але від мису Хат судно відділяла смуга припая. Автомобіль і поні були переведені на берег, оскільки Шеклтон хотів скоріше вивантажити припаси. Неприємності почалися одразу: автомобіль не функціонував на морозі, вже 30 січня довелося пристрелити одного поні, який не витримав морського переходу, одна собака потонула в морі, друга зірвалася зі скелі, коли полювала на пінгвінів. Під час розвантаження саней, Макінтош пошкодив око і його довелося відправити у Нову Зеландію.
Оскільки до початку лютого мис Хат не звільнився від льоду, Шеклтон вирішив перезимувати на мисі Ройдс (25 км по льоду бухти від мису Хат), який відкрив Вілсон у 1903 році . Місце для зимівлі було надзвичайно зручним. Поруч було озерце прісної води, що дозволяло економити паливо для розігрівання льоду. Великі колонії пінгвінів Аделі були джерелом свіжого м'яса. Однак лід не дозволяли перебазувати «Німрод», і команді довелося працювати іноді по 36 годин підряд, перетягуючи через гористий острів тонни спорядження, іноді при температурі -27° C і швидкості вітру, яка сягала до 160 км/г. Після чотириденного бурану весь табір був похований під метровим шаром снігу. 22 лютого вивантаження завершилася і «Німрод» залишив Антарктику.
Привезені відомості про місце базування Шеклтона викликали у Великій Британії хвилю обурення. Роберт Скотт писав своїй нареченій Кетлін Брюс:
«Шеклтон висадився неподалік від моєї зимової бази… Для мене це має дуже важливе значення, бо я позбавлений будь-якої можливості зробити що-небудь до отримання нових звісток про нього. Такі наслідки його вчинку».

### Сходження на Еребус

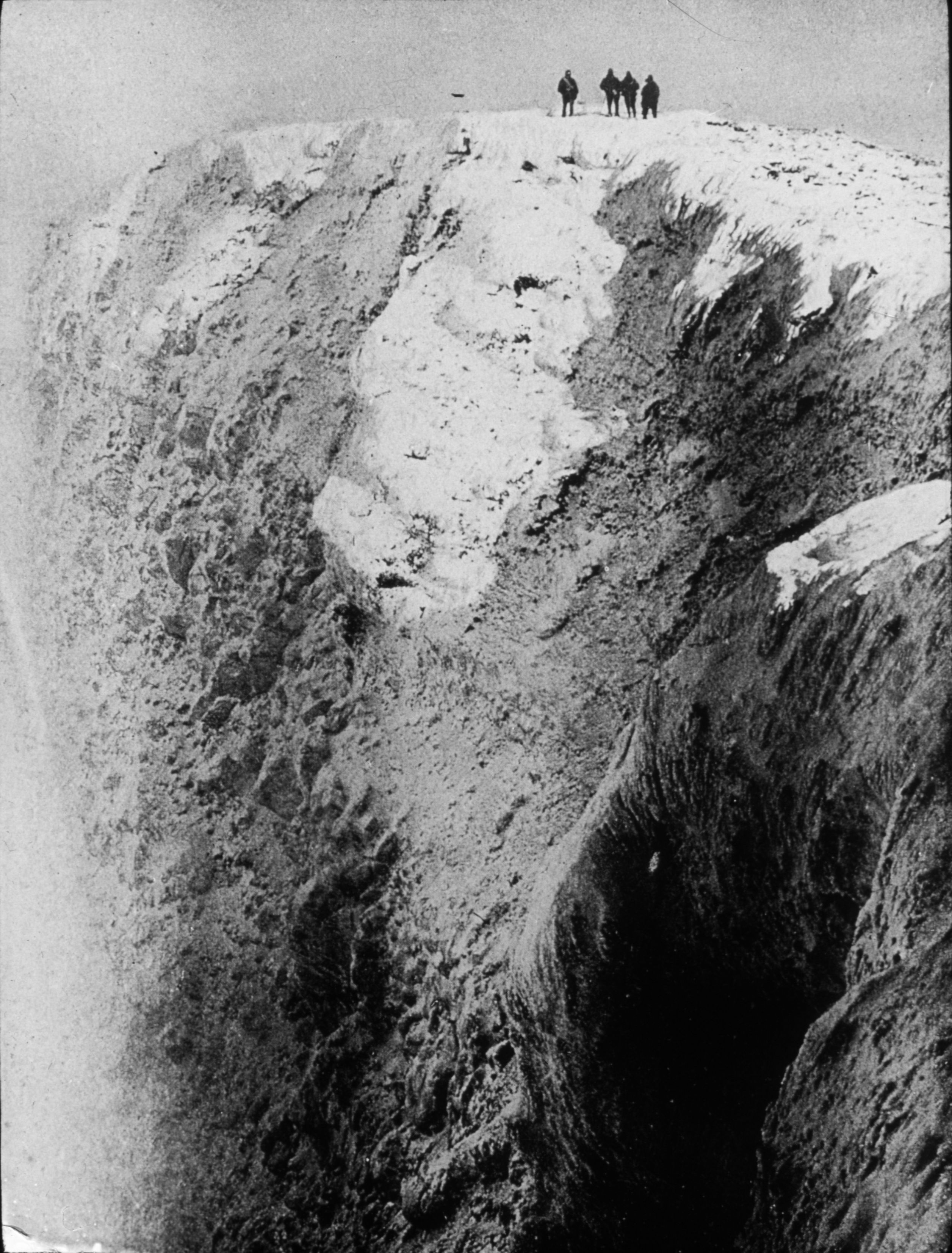
Зліва направо: Алістер Маккей, Ерік Маршалл, Джеймсон Адамс і Еджворт Девід біля кратера Еребуса. 9 березня 1908

Оскільки лід і погодні умови не дозволяли розпочати розвідку шляху до полюса, Шеклтон вирішив до початку полярної ночі досліджувати вулкани острова Росса, для того, щоб не дати команді нудьгувати. Найближчий до бази вулкан Еребус мав висоту 3794 метри, але був досліджений до висоти 900 метрів, влітку 1904 Френком Вайлдом і Ернестом Джойсом під час експедиції «Діскавері», однак вони відмовилися брати участь у повторному сходженні. Сходження було розпочато двома командами 5 березня 1908 у складі: Еджворта Девіса, Дугласа Моусона, Алістера Маккея і Еріка Маршалла, Джеймсона Адамса і сера Філіпа Броклхерста. Одна з груп страхувала іншу. Жоден з учасників сходження не володів альпіністським досвідом.
У перший день альпіністи досягли висоти 825 м, маючи 300 фунтів спорядження, складених на санях. У другий день вдалося досягти висоти 1700 м, незважаючи на великі заструги, які перешкоджали сходженню. Адамс вирішив, що до вершини повинні дістатися обидві групи. 8 березня почався сильний сніговий шторм, Броклхерст обморозив ноги і був змушений повернутися вниз. 9 березня сходження продовжилося, учасники підйому провели на вершині вулкана 4 години, причому Адамс зумів провести метеорологічні вимірювання і набрав зразки магматичних порід. Спуск пройшов швидко, оскільки люди просто ковзали на сідницях по крижаних схилах. До мису Ройдс учасники походу дійшли 11 березня, разом з Броклхерстом, який дочекався їх приходу і в буквальному сенсі був напівмертвим від голоду та обморожень.

### Зимівля

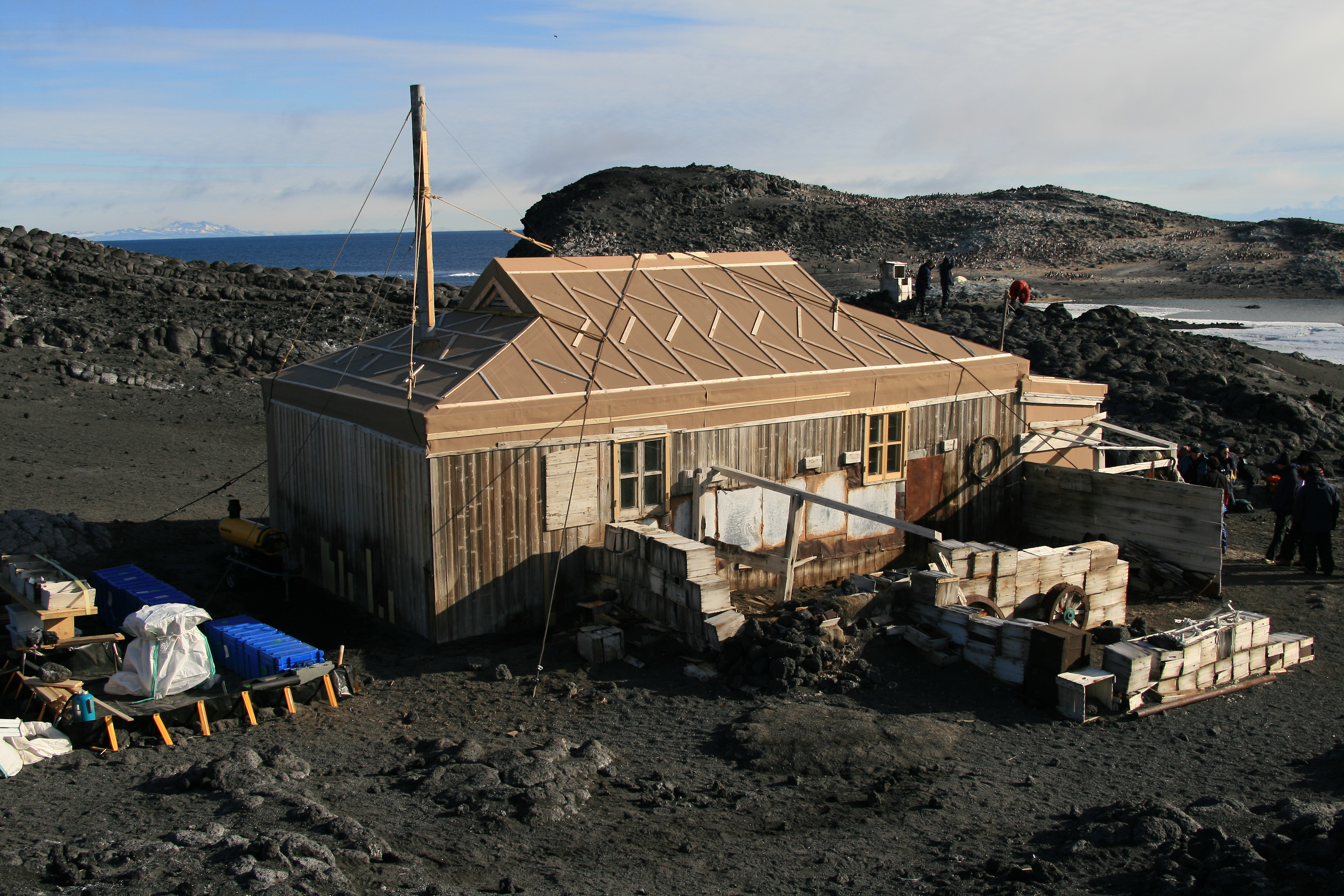
Хатина на мисі Ройдс. Добре видно залишки стайні та складу. Фото 2007 р.

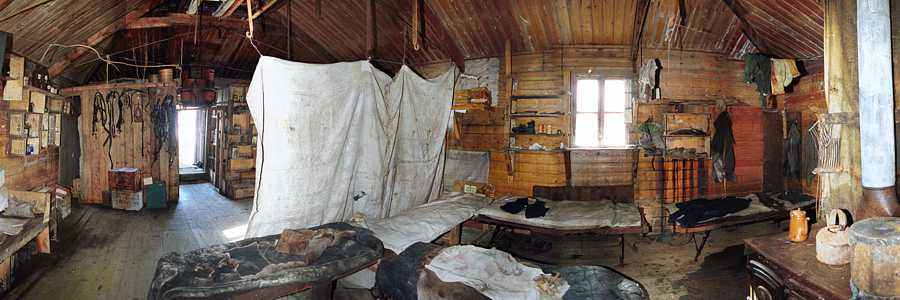
Інтер'єр хатини Шеклтона. Фото 2000 р.

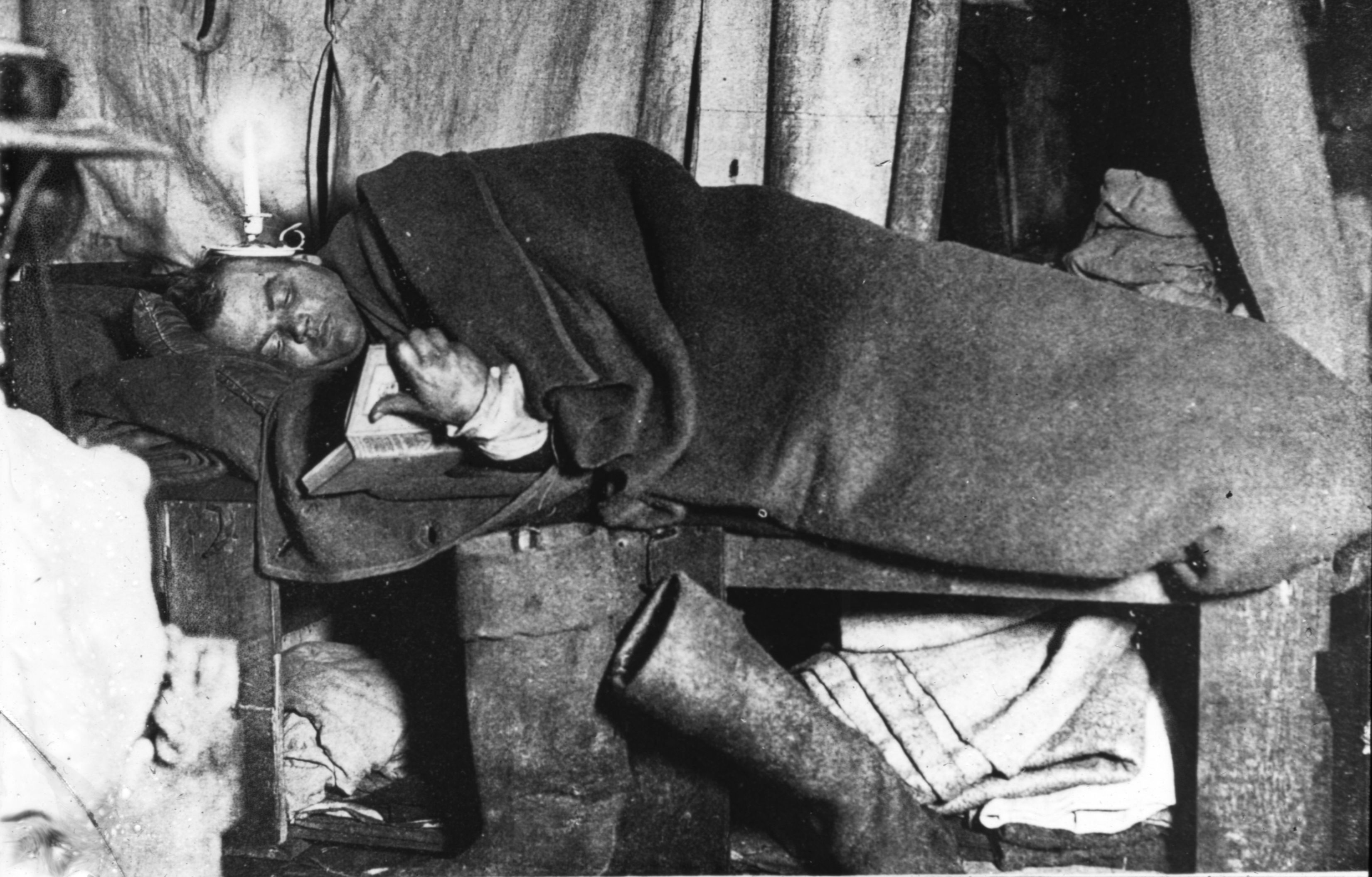
Джордж Марстон у спальному мішку. Фото 1908 р.

Зимівельна команда, яка складалася з 16 осіб, мала розміститися в дерев'яному будинку площею 10 х 5,8 метра. Облаштування будинку закінчилося наприкінці лютого 1908, він був побудований заздалегідь з окремих блоків і розібраний для перевезення в Антарктиду. Будинок ділився на два відсіки: загальний, в якому розташовувалася кухня, і спальний, розділений фіранками на блоки для двох осіб. У житловому блоці містилася також фотолабораторія. Будинок освітлювався ацетиленовими пальниками, газ для яких вироблявся з карбіду. Поні розмістили в стайні, що примикала до підвітряної стіні хатини, собаки розмістили в будках.
Побут в експедиції Шеклтона разюче відрізнявся від порядків, які були прийняті в експедиціях Роберта Скотта. Кордон між офіцерами і нижніми чинами був відсутній. Всі учасники експедиції володіли рівними правами, а сер Філіп Броклхерст свідчив, що «Шеклтон вмів зробити різних людей однією командою і давав відчути корисність кожного заради загальної справи, хоча це було не так».
Під час полярної ночі команда випускала друкований журнал Aurora Australis, за деякими відомостями було видано від 90 до 100 випусків, в яких поміщали як серйозні статті, так і жартівливі матеріали всіх учасників експедиції. Ілюстрації журналу робив Джордж Марстон. Важливим елементом психологічної розрядки були святкування днів народження учасників експедиції. Наукові роботи йшли безперервно, причому не тільки за затвердженими програмами. Моусон, Броклхерст і Марстон експериментували з фотопластинками і фотоплівками на морозі, їх проявленням з використанням морської води.
Найважливішим завданням була підготовка до походу на Південний полюс. Тягловими тваринами завідували Бертрам Ермітедж і Реймонд Пріслі. Їх завдання полягало в регулярному вигулюванні поні і собак та підготовка їх до роботи на морозі. Ерік Маршалл розраховував пайки і упаковував провіант. Основою раціону був пеммікан, проте були фруктові та овочеві консерви, сухе молоко, какао і чай. Маршалл наполіг, на тому, що всі члени експедиції повинні щодня вживати свіже м'ясо тюленів і пінгвінів для профілактики цинги.
Шеклтон вирішив розділити команду на два загони, направивши Девіда, Моусона і Маккея на дослідження Південного магнітного полюса. Перспективи підкорення обох полюсів були, однак, поставлені під удар через кончину чотирьох з восьми поні, які не пережили полярну ніч. Броклхерст також був непридатний для походів, він ніяк не міг залікувати обмороження, отримані під час сходження на Еребус. У квітні 1908, Маршалл сильно обморозив великий палець, який довелося ампутувати через гангрену.

## Похід на Південний полюс

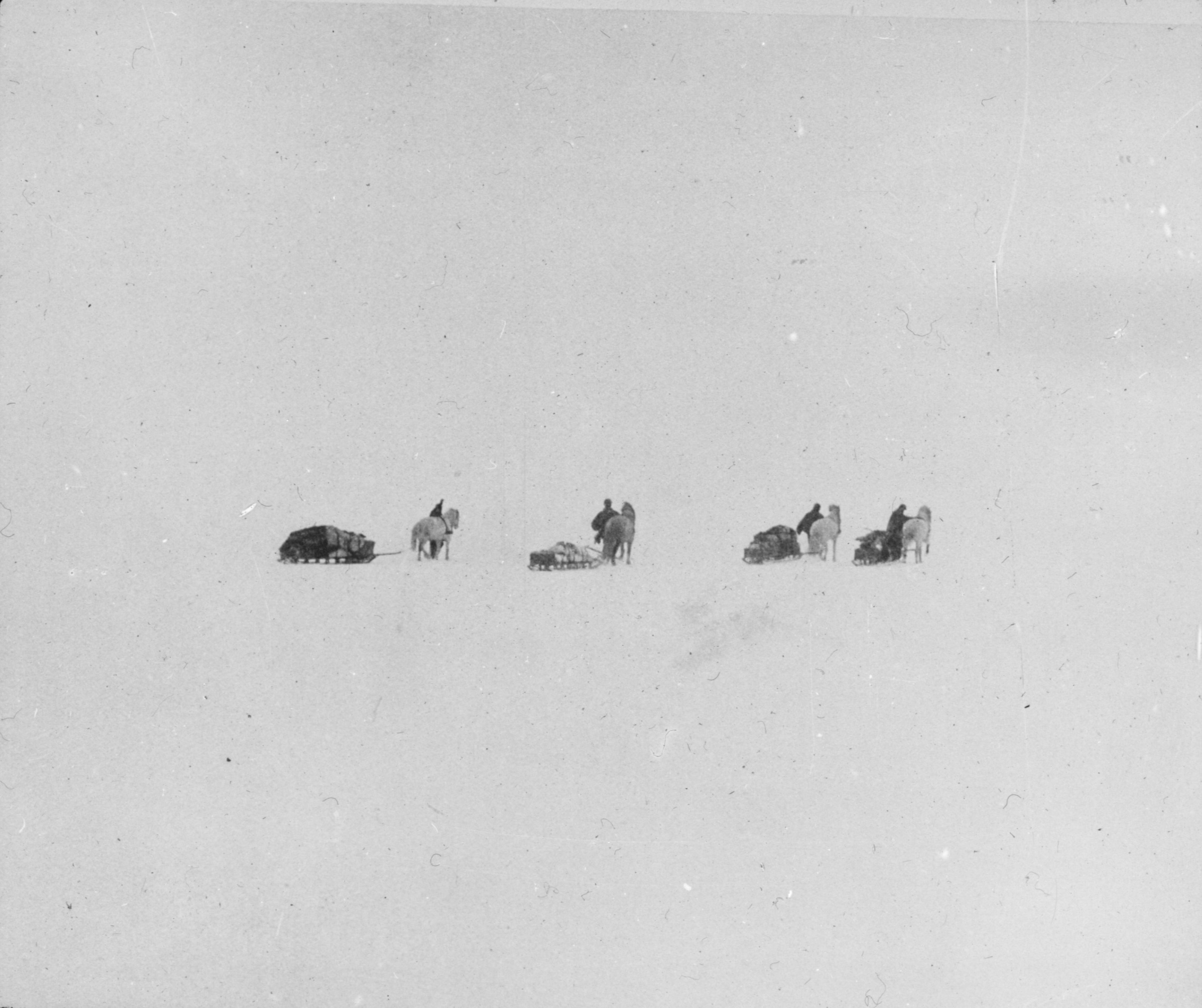
Шеклтон, Вайлд, Адамс і Маршалл зі своїми поні на старті. 29 жовтня 1908 р.

Починаючи з серпня, почалися пробні походи на південь для розвідки поверхні крижаного бар'єра і закладки складів на зворотній шлях. Великий склад «А» був розташований на 79° 36' пд. ш. на відстані 193 милі від основної бази. На полюс Шеклтон брав трьох супутників: Джейсона Адамса, Еріка Маршалла і Френка Вайлда, які не мали практики полярних походів. Маршалл був зарахований у полюсний загін замість ветерана «Діскавері» Ернста Джойса, оскільки медичне обстеження, яке проводив Маршалл, показало у нього міокардит на ранній стадії.
Полярна група стартувала 29 жовтня. Шеклтон розрахував, що по меридіану, дорога на полюс і назад складе 2765 км.(1719 миль). За планом на подолання цієї відстані був потрібен 91 день, денний перехід повинен був становити 30 км (18 миль). Графік зіпсувався безпосередньо після старту: пухкий сніг, травми поні і людей різко скоротили денні переходи, Адамс пошкодив коліно — його брикнув власний поні. Керівник експедиції змушений був скоротити переходи до 13½ миль в день, відповідно, зменшивши пайки людям і коням, що мало збільшити автономність групи до 110 днів. Першого поні довелося пристрелити на 81° пд. ш., його м'ясо було закладено в склад «В». Попередній рекорд 82° 17' пд. ш . команда подолала 26 листопада, на 29-й день походу (у 1902 році на це було потрібно 59 днів). Далі шлях проходив по невідомій території.
Льодові і погодні умови сильно погіршилися, це коштувало життя ще двом поні. Прямий шлях по меридіану був перекреслений Трансантарктичними горами, Шеклтон турбувався, що доведеться здійснювати сходження. Проте 3 грудня було помічено сильне світіння на південному сході, яке виявилося відображенням сонячного світла від пологого льодовика, що тягнеться перед мандрівниками як «стовпова дорога до полюса». Льодовику було дано ім'я Бірдмор — на честь головного спонсора експедиції.
7 грудня останній поні провалився в льодовикову тріщину, на щастя, обірвалися посторонки і нарти зі спорядженням вдалося зберегти. Людям довелося тягнути на собі важкі вантажі човниковим способом, що сильно збільшувало строки походу, незважаючи на хорошу погоду. Втома і голод призводили до конфліктів людей і розвитку психозів, що відобразилося у щоденниках членів експедиції. 25 грудня команда дійшла до гирла льодовика на висоті 3300 м над рівнем моря, що було відсвятковано «бенкетом»; керівник експедиції видав подвійну порцію пеммікана, плам-пудинг і сигари. Експедиціонери знаходилися на відстані 461 км від Південного полюса. Тут була проведена ревізія запасів, яка виявила, що провіанту залишилося на місяць. Це означало, що досягти полюса не вдасться, але Шеклтон не бажав миритися з цією обставиною, і ще більше скоротив раціон. Все спорядження, без якого можна було обійтися, залишили на льодовику.
27 грудня експедиціонери вийшли на Полярне плато на висоті 3500 м. Люди були сильно виснажені: 29 грудня Маршалл провів медичний огляд людей і встановив, що температура тіла у всіх знизилася на 3-4 °С у порівнянні з нормою. 31 грудня почався сильний шторм при температурі -26 °С, проте навіть зустрічний вітер не завадив досягти у Новий рік широти 87° 6 ½'.

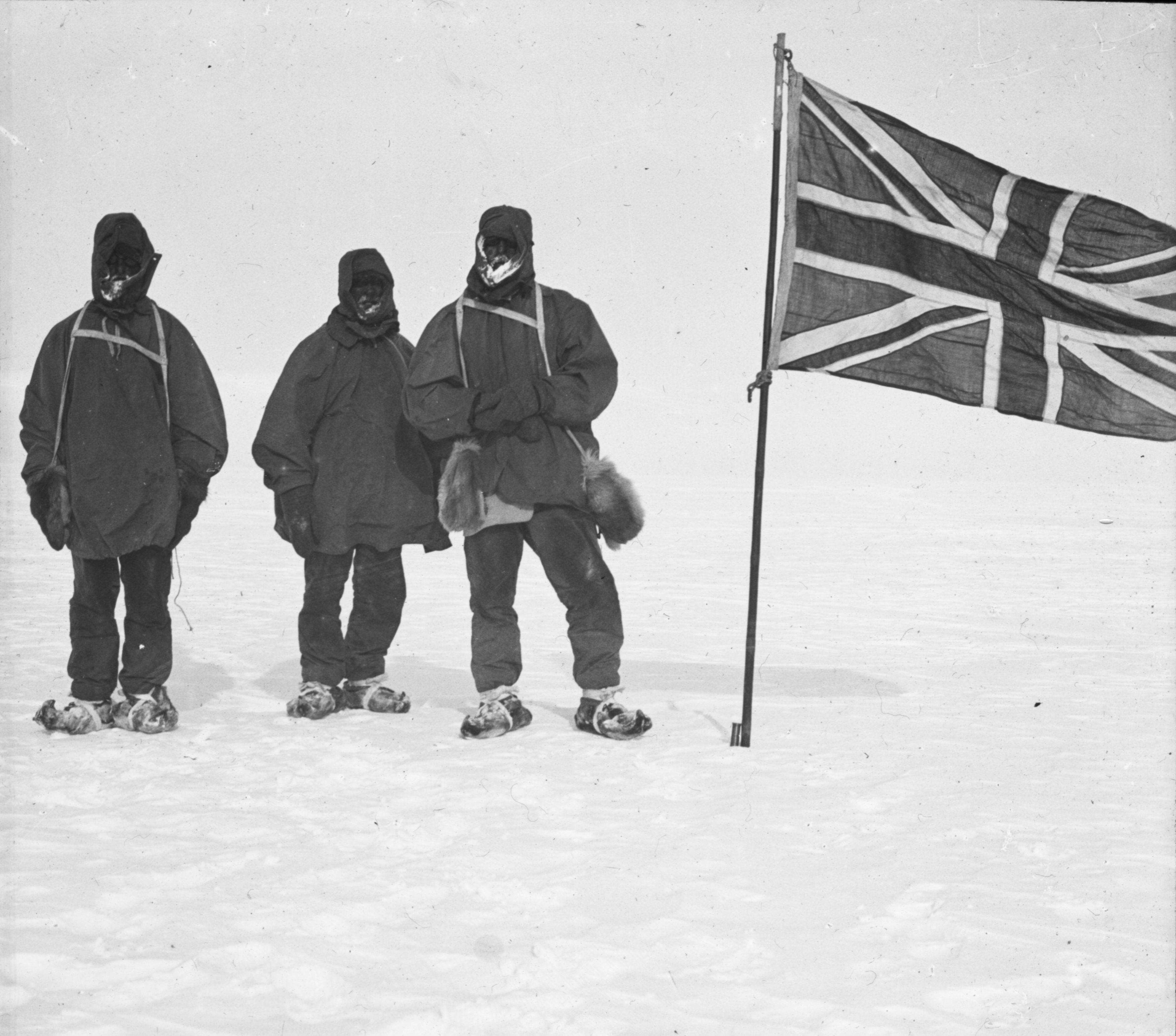
Супутники Шеклтона на 88° 23' пд. ш. 9 січня 1909 р. Фото Ернеста Шеклтона

4 січня за первинним планом, команда повинна була досягти Південного полюса. Шеклтон був змушений поставити нову мету: досягти хоча б символічної точки в 100 морських миль від полюса (185 км). Однак люди здавали, і 9 січня 1909 на 88° 23' пд. ш. і 162° cх. д. Шеклтон поставив «Юніон Джек», який йому вручила королева перед відплиттям. У снігу був похований латунний циліндр з першим звітом про експедицію. Полярне плато було названо на честь короля Едуарда VII. Йшов 73-й день походу.
Супутники Шеклтона дуже високо оцінили рішення командира повернути назад. Джеймсон Адамс пізніше зізнавався, що якби команда залишилися там хоча б на годину довше, то вже ніколи б не повернулася. Запал дозволяв виснаженим людям пішки долати величезні відстані: 17 січня група пройшла 36 км, 18 січня — 42 і 19 січня — 47 км . Такі темпи пояснювалися і тим, що члени експедиції йшли без вантажів, не обтяжені запасами провіанту і спорядження. 20 січня команда Шеклтона почала спуск з льодовика Бірдмор, маючи запасів на 5 днів, щоб досягти складу «D» у його підніжжя.

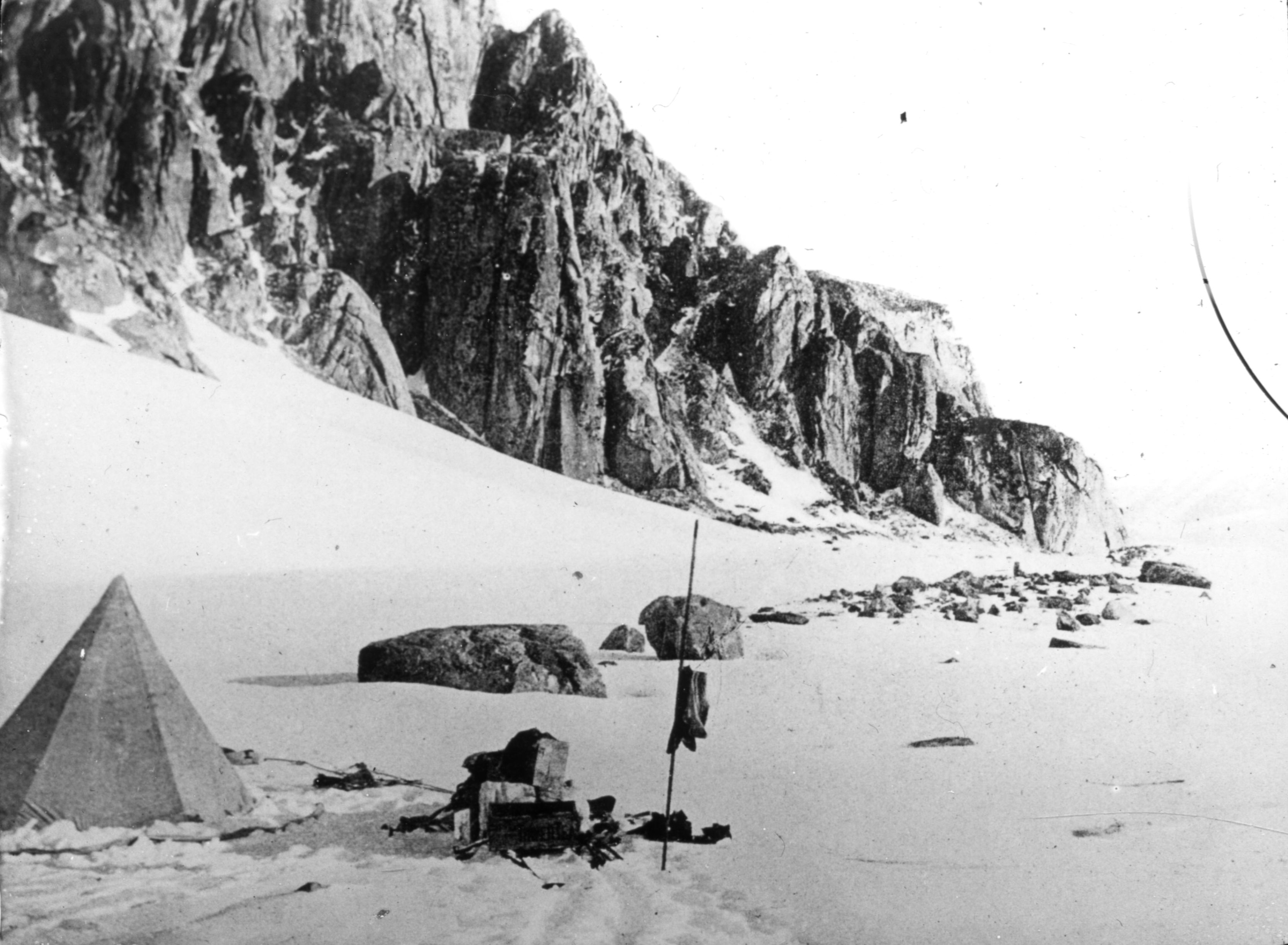
Табір біля складу «D»

Стан людей безперервно погіршувався, найбільш критичним було самопочуття Шеклтона: у нього продірявилося взуття, ноги були поранені сильніше, ніж у інших, іноді він втрачав свідомість через головний біль. 27 січня Маршалл був змушений видати всім членам команди кокаїн, щоб можна було продовжувати рух, незважаючи на голод і біль у кінцівках. Маршалл ризикнув сам дійти до складу і приніс товаришам чотири фунти м'яса поні, сир, пемікан, галети і тютюн.
30 січня у всієї команди були симптоми шлункового розладу, через що з 31 числа всі могли харчуватися тільки сухарями. Маршалл вважав, що це дизентерія (сьогодні називають шигельозом) або ентерит. Шеклтон вважав, що причиною було вживання зіпсованого м'яса поні, і напівжартома говорив, що це помста нещасних тварин. Ослабленим людям допомагав тільки попутний вітер. 18 лютого були помічені поставлені раніше віхи, а 23 лютого команда дісталася до складу Bluff, який поповнила команда Джойса. Тут люди Шеклтона змогли підкріпитися сливами в сиропі, сухофруктами, яйцями і баранячим м'ясом.

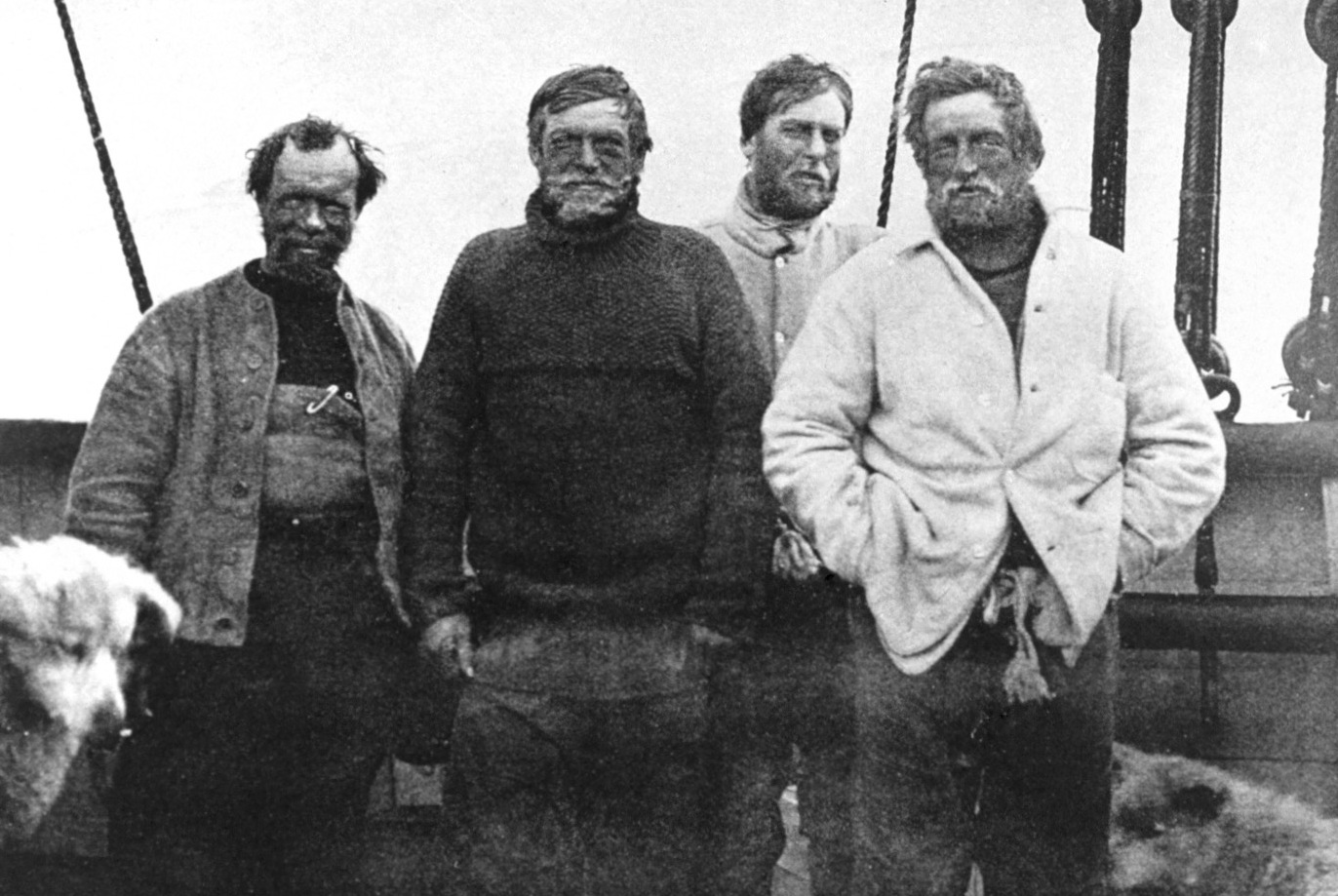
Полюсний загін на борту «Німрода». Зліва направо: Вайлд, Шеклтон, Маршалл, Адамс

Крайньою точкою безпечного повернення Шеклтон вважав 1 березня. Просування групи затрималося на добу сильним бураном, а 27 лютого Маршалл зліг з найтяжчими шлунковими симптомами. До бази залишалося 38 миль (61 км). Шеклтон вирішив разом з Вайлдом пробиватися до бази в надії, що прийшов «Німрод» і можна буде врятувати Маршалла і Адамса. Пізно вночі 28 лютого вони дісталися до мису Ройдс. 4 березня весь полюсний загін благополучно зібрався на борту «Німрода».

### Похід на Південний магнітний полюс

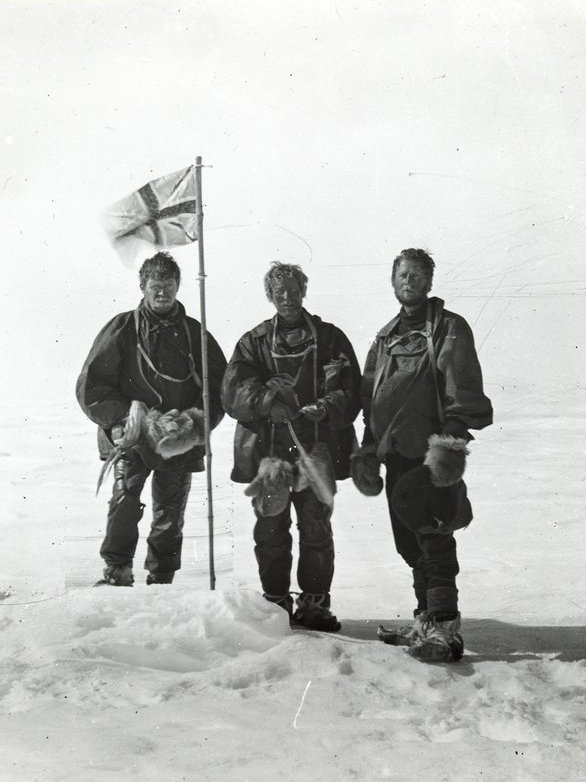
Зліва направо: Маккей, Девід і Моусон на Південному магнітному полюсі. 72° 15' пд. ш., 155° 16' сх. д. 16 січня 1909 рік

До складу північного загону входили три людини, яким довелося тягнути все необхідне спорядження на собі — собаки були задіяні на облаштуванні складів для повернення Шеклтона. Учасники загіну стартували ще 5 жовтня, причому на перших кілометрах спробували використовувати автомобіль, водієм-механіком якого був Бурнард Дей. Через надзвичайно важку дорогу, просування здійснювалося повільно: до кінця жовтня мандрівники подолали по узбережжю Землі Вікторії не більше 100 км. Тоді було вирішено залишити речі без яких можна обійтися. Тільки так вдалося форсувати льодовик Норденшельда і льодовик Дригальского. Перетинаючи останній льодовик 11 грудня, Еджворт Девід впав у тріщину, і на щастя, був врятований Дугласом Моусоном. 27 грудня був досягнутий надзвичайно нерівний і потрісканий льодовик Рівза, після чого команда змогла проходити до 17 км щодня. З цього ж дня почалися регулярні магнітні вимірювання. Через недосконалість приладів доводилося кілька разів повторювати 24-годинні цикли спостережень. Нарешті, 16 січня 1909 полюс був досягнутий на 72° 15' пд. ш., 155° 16' сх. д. на висоті 2210 м над рівнем моря. За інструкцією, яку дали Шеклтону, відкритий район був проголошений володінням Британської імперії.
Незважаючи на крайнє виснаження, члени команди магнітного полюса подолали 400 миль зворотного шляху за 15 днів. 31 січня «Німрод» підійшов до берега, але через смуги припая не зміг наблизитися більше, ніж на 26 миль. Тільки 4 лютого, переживши снігопад і падіння у тріщини морського льоду, загін Девіда повернувся на судно. За час очікування вони встигли дослідити льодовик Феррара.

## Після експедиції

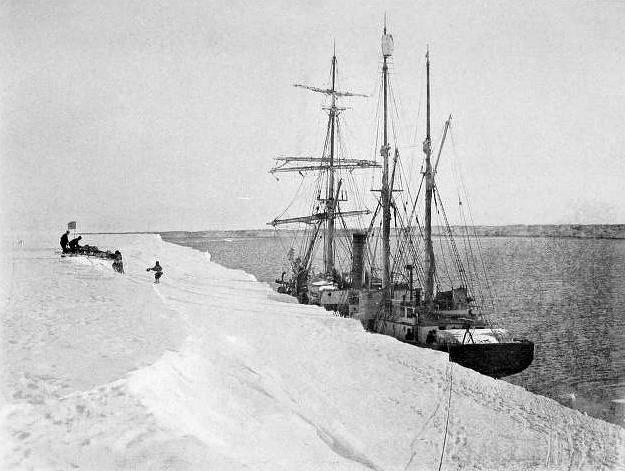
Евакуація Північного загону: «Німрод» біля льодовика Дригальского

6 березня експедиція покинула острів Росса. Пройшовши мис Адер, Шеклтон зумів обстежити 75 миль узбережжя Землі Вілкса, яка була недоступною для попередніх експедицій. 23 березня 1909 «Німрод» приплив до Нової Зеландії, звідки Шеклтон направив перший звіт про експедицію до редакції газети «Daily Mail», з якою був пов'язаний контрактом. Роберт Скотт одразу привітав Шеклтона з успіхом, але Королівське географічне товариство піддало дослідника некоректній критиці, засумнівавшись у методах визначення географічних координат. Проте, 14 червня 1909 р, натовп зустрічав полярників, які повернулися до Лондону, як тріумфаторів. Серед людей, які зустрічали Шеклтона на вокзалі Черінг-Кросском був і Скотт, він також був головою на вітальному бенкеті, який організував клуб «Севідж». Скотт був присутній і на публічній лекції Шеклтона в Королівському Альберт-Холлі. Стратегія, тактика, частина людей і маршрут прямування Шеклтона були використані Скоттом в його власній експедиції «Терра Нова».
Книга Шеклтона «У серці Антарктики» вийшла у 1910 році і мала популярність, як і серія публічних лекцій, що він виголосив. Вийшли також два томи наукових результатів експедиції.
12 липня 1909 Шеклтон був зведений у ранг командора Ордена Вікторії, а 13 грудня — у лицарську гідність. Королівське географічне товариство нагородило його полярною медаллю, проте з принизливим застереженням: «медаль виготовлена не такого ж великого розміру, як для капітана Скотта». З фінансової точки зору експедиція була невдалою, а подальша трагедія Скотта призвела до того, що експедиція на «Німроді» виявилася значно менш відомою, ніж вона того заслуговувала за своїми результатами.